# Murder Must Advertise
Murder Must Advertise (in het Nederlands verschenen onder de titels Een moordenaar adverteert en Dood op de ijzeren trap) is een detectiveroman van de Engelse schrijfster Dorothy L. Sayers uit 1933. Het is het achtste boek in een serie van elf romans rond de aristocratische amateurdetective Lord Peter Wimsey.
Het verhaal speelt zich af in de wereld van de reclamebureaus. Sayers was hiermee zeer vertrouwd omdat zij zelf jarenlang als copywriter werkzaam was voor een dergelijke bureau in Londen. Het agentschap in kwestie was dan ook haar inspiratiebron en de ijzeren trap die in de fatale zaak een rol speelt bestond ook werkelijk in het bedrijf waar zij werkzaam was.

## Korte inhoud
Victor Dean, een werknemer bij het gerenommeerde Londense bureau Pym's Publicity Ltd., komt om het leven bij een val van een ijzeren wenteltrap. Er wordt een brief van zijn hand gevonden, waar hij kennelijk nog mee bezig was, gericht aan hij de directeur, waarin hij vermeldde dat er zich zaken in het bedrijf afspeelden die mogelijk een schandaal konden veroorzaken. Peter Wimsey wordt benaderd om als privédetective onderzoek te doen naar wat er gaande is. Onder de schuilnaam Death Bredon (in feite Wimseys tweede en derde voornaam) treedt hij in dienst bij het bedrijf als copywriter.
Hij komt er langzamerhand achter dat Dean op de trap geraakt moet zijn door een projectiel dat werd afgeschoten via een katapult, waardoor het dus om een moord gaat. Via Deans zuster Pamela komt hij in contact met een groep rond ene Dian de Momerie. Zij maakt deel uit van een drugsscene en heeft enige tijd een relatie gehad met Victor, tot het haar ging vervelen. Op party's wordt de cocaïne verhandeld door Majoor Milligan. Bredon bezoekt met haar zo'n feest, een gemaskerd bal, en weet zich als harlekijn verkleed bij Dian in de kijker te spelen. Milligan krijgt de drugs krijgt aangeleverd via een uitgebreide maar ondoorzichtige organisatie. Het gaat hierbij om een kwestie waarnaar Wimseys vriend en zwager, inspecteur Charles Parker, onderzoek doet. Milligan vermoedt dat Victor Dean de contactman is bij Pym's. Deze vermoedt daardoor dat iemand bij Pym's een rol speelt in de deal. Dat is de reden waarom hij de genoemde brief aan het schrijven was. De vraag blijft wie in het bedrijf erbij betrokken is, en op welke manier.
Als een jonge journalist na een bezoek aan een pub een partij cocaïne in zijn jaszak aantreft en ermee naar de politie gaat, komt er iets meer duidelijkheid over de wijze waarop de drugs worden verspreid. Het onderzoek wijst uit dat de drugs elke week in een andere pub worden verspreid en wel via een ingewikkelde code die te maken blijkt te hebben met de eerste letter van een door Pym's aangeleverde advertentie in een krant. Als hierbij door toeval een kink in de kabel komt wordt de zaak steeds duidelijker. Als tijdens een cricketmatch tussen Pym's en een ander bedrijf opvalt dat een van Pym's werknemers opvallend goed kan mikken, sluit het net zich rond de dader. Deze, in het nauw gebracht, bezoekt Wimsey thuis en biecht alles op, inclusief zijn beweegredenen. Om schande voor zijn vrouw en jonge kind uit te sluiten, raadt Wimsey hem aan om te voet naar huis te gaan en niet om te kijken. Beide mannen weten wat er zal gebeuren: er staat een auto van de bende klaar voor de afrekening.

## Verfilming
Murder Must Advertise werd in 1973 bewerkt voor een film in het kader van een televisieserie naar de werken van Dorothy Sayers. De rol van Lord Peter werd vertolkt door Ian Carmichael.